# Stakevți, Vidin
Stakevți (în bulgară Стакевци) este un sat în comuna Belogradcik, regiunea Vidin,  Bulgaria. 

## Demografie
Componența etnică a satului Stakevți
     Bulgari (94,97%)
     Romi (3,01%)
     Nicio identificare (2,01%)
     Altele (0%)
La recensământul din 2011, populația satului Stakevți era de 199 locuitori. Din punct de vedere etnic, majoritatea locuitorilor (94,97%) erau bulgari, cu o minoritate de romi (3,01%). Pentru 2,01% din locuitori nu este cunoscută apartenența etnică.